# 多摩杜伊
多摩杜伊（卑南語：Domosoduy），是台灣卑南族南王部落傳統信仰中的一位女神，負責守護土地。

## 簡述
關於多摩杜伊的資料並沒有很多，只知道她和和男神庫莫阿尤（kumoayu）同為土地守護之神，但並非所有族人都有其信仰，只有拉拉氏族會在海祭時從祖靈屋（karumaan）往南沿著太平溪往下到鯉魚山、最後抵達今台東中學後側海邊的路上時會以粟酒向祂們祭拜，不過近年來該儀式也消失了。